# Temporada do América Futebol Clube (Teófilo Otoni) de 2019
A temporada de 2019 do América Futebol Clube consistiu na disputa de uma competição, a nível estadual. Antes do início da competição, o time de Teófilo Otoni realizou uma pré-temporada com 4 jogos-treino, vencendo 3 (contra o S.E. Amigos, o Santo Antônio e contra sua equipe sub-20) e empatando 1 (contra o Itambacuri).
No início do ano, a equipe disputou o Módulo II do Campeonato Mineiro, a segunda divisão de futebol do estado de Minas Gerais. Apesar de fazer uma campanha abaixo do esperado e terminar o torneio na 10ª colocação, o América conseguiu evitar o rebaixamento "no campo".
Entretanto, o presidente do clube, João Ângelo Araújo Bouzon, alegou que o time não teria condições financeiras de disputar o campeonato em 2020. Sendo assim, o América desistiu de competir no torneio, e foi rebaixado para a terceira divisão do futebol mineiro pela primeira vez em sua história.

## Competições

### Campeonato Mineiro - Módulo II

#### Primeira fase
| Pos | Equipes                  | Pts | J  | V | E | D  | GP | GC | SG  | %  | Classificação ou rebaixamento          |
| --- | ------------------------ | --- | -- | - | - | -- | -- | -- | --- | -- | -------------------------------------- |
| 1   | Coimbra                  | 25  | 11 | 7 | 4 | 0  | 16 | 4  | +12 | 76 | Semifinais                             |
| 2   | Uberlândia               | 23  | 11 | 7 | 2 | 2  | 21 | 9  | +12 | 70 | Semifinais                             |
| 3   | Serranense               | 23  | 11 | 7 | 2 | 2  | 18 | 8  | +10 | 70 | Semifinais                             |
| 4   | Nacional de Muriaé       | 17  | 11 | 5 | 2 | 4  | 23 | 18 | +5  | 52 | Semifinais                             |
| 5   | CAP Uberlândia           | 15  | 11 | 4 | 3 | 4  | 11 | 11 | 0   | 45 | Módulo II 2020                         |
| 6   | Ipatinga                 | 14  | 11 | 4 | 2 | 5  | 13 | 10 | +3  | 42 | Módulo II 2020                         |
| 7   | Athletic                 | 14  | 11 | 4 | 2 | 5  | 15 | 16 | –1  | 42 | Módulo II 2020                         |
| 8   | Democrata-SL             | 14  | 11 | 4 | 2 | 5  | 8  | 12 | –4  | 42 | Módulo II 2020                         |
| 9   | Democrata GV             | 14  | 11 | 3 | 5 | 3  | 16 | 15 | +1  | 42 | Módulo II 2020                         |
| 10  | América de Teófilo Otoni | 12  | 11 | 3 | 3 | 5  | 11 | 13 | –2  | 36 | Rebaixados para a Segunda Divisão 2020 |
| 11  | Uberaba                  | 12  | 11 | 3 | 3 | 5  | 14 | 17 | –3  | 36 | Rebaixados para a Segunda Divisão 2020 |
| 12  | Tricordiano*             | 0   | 11 | 0 | 0 | 11 | 0  | 33 | –33 | 0  | Rebaixados para a Segunda Divisão 2020 |

- * O Tricordiano desistiu de disputar a competição devido à interdição do seu estádio.[2][3]

##### Partidas
Vitória
      Empate
      Derrota
| 9 de fevereiro 1ª rodada | CAP Uberlândia | 0 – 1          | América de Teófilo Otoni | Uberlândia, (MG)                                                             |  |
| 16:00 (de Brasília)      |                | Súmula Borderô | 30' Richard Tank         | Estádio: Parque do Sabiá Público: 276 Árbitro: MG Leonardo Prado Neves Silva |  |

| 16 de fevereiro 2ª rodada | América de Teófilo Otoni | 2 – 2          | Uberaba                 | Teófilo Otoni, (MG)                                                                   |  |
| 16:00 (de Brasília)       | Luis Gueguel 34', 59'    | Súmula Borderô | 27' Thiago · 70' Felipe | Estádio: Nassri Mattar Público: 2,151 Árbitro: MG André Luis Skettino Policarpo Bento |  |

| 23 de fevereiro 3ª rodada | Ipatinga | 0 – 1          | América de Teófilo Otoni | Ipatinga, (MG)                                                               |  |
| 16:00 (de Brasília)       |          | Súmula Borderô | 68' Rodrigo José         | Estádio: Ipatingão Público: 1,460 Árbitro: MG Michel Patrick Costa Guimarães |  |

| 28 de fevereiro 3ª rodada | América de Teófilo Otoni       | 2 – 2          | Democrata GV                      | Teófilo Otoni, (MG)                                                                |  |
| 20:00 (de Brasília)       | Ginson 2' · Victor Alfonso 10' | Súmula Borderô | 38' Richard Tank · 55'Iury Kaique | Estádio: Nassri Mattar Público: 2,631 Árbitro: MG Antônio Márcio Teixeira da Silva |  |

| 11 de março 5ª rodada | Nacional de Muriaé                                             | 4 – 2          | América de Teófilo Otoni   | Muriaé, (MG)                                                                                    |  |
| 20:00 (de Brasília)   | Doni 27' · Lucas Silva 32' · Gleisson 45+1' · João Willian 67' | Súmula Borderô | 50' Bruno · 62'Iury Kaique | Estádio: Estádio Soares de Azevedo Público: 914 Árbitro: MG Vinicius Marcius Santos Marinho Gil |  |

| 16 de março 6ª rodada | América de Teófilo Otoni | 0 – 1          | Democrata-SL                  | Teófilo Otoni, (MG)                                                               |  |
| 16:00 (de Brasília)   |                          | Súmula Borderô | 50' Matheus Oliveira Archanjo | Estádio: Estádio Nassri Mattar Público: 1,487 Árbitro: MG Erik Giovanni Fernandes |  |

| 24 de março 7ª rodada | Uberlândia   | 1 – 0          | América de Teófilo Otoni | Uberlândia, (MG)                                                               |  |
| 10:00 (de Brasília)   | Jhulliam 60' | Súmula Borderô |                          | Estádio: Estádio Parque do Sabiá Público: 1,734 Árbitro: MG José Alfredo Filho |  |

| 21 de março 8ª rodada | América de Teófilo Otoni | 0 – 1          | Serranense           | Teófilo Otoni, (MG)                                                              |  |
| 10:00 (de Brasília)   |                          | Súmula Borderô | 57' Filipe Rodrigues | Estádio: Nassri Mattar Público: 1,046 Árbitro: MG Euclides Eduardo Batista Alves |  |

| 7 de abril 9ª rodada | América de Teófilo Otoni | 0 – 2          | Coimbra                               | Teófilo Otoni, (MG)                                                            |  |
| 10:00 (de Brasília)  |                          | Súmula Borderô | 2' Bruno Gonçalves · 51'Bruno Menezes | Estádio: Nassri Mattar Público: 621 Árbitro: MG Murilo Francisco Misson Júnior |  |

| 13 de abril 10ª rodada | Athletic | 0 – 0          | América de Teófilo Otoni | São João del Rei, (MG)                                                     |  |
| 15:00 (de Brasília)    |          | Súmula Borderô |                          | Estádio: Joaquim Portugal Público: 699 Árbitro: MG Enivaldo Lopes da Silva |  |

| 20 de abril 11ª rodada | América de Teófilo Otoni | W/O | Tricordiano |  |  |
|                        |                          |     |             |  |  |